# La Demande d'emploi
 (mars 2024).
- Si vous ne connaissez pas le sujet, laissez ce bandeau (vous pouvez alors contacter les auteurs).
- Si vous supprimez le contenu mis en cause (vous pouvez préalablement contacter les auteurs),

argumentez précisément cette suppression dans la page de discussion
(un manque de référence n'est pas un argument ; une recherche réelle de référence doit avoir été effectuée, être formellement documentée).
La Demande d'emploi est une pièce de théâtre en «trente morceaux» de Michel Vinaver, jouée pour la première fois en 1972 au théâtre de l'église Notre-Dame-la-Principale d'Avignon dans une mise en scène de Jean-Pierre Dougnac.

## Résumé
Un argument de la pièce est proposé par Vinaver dans l'édition de 1973 :
«Au chômage depuis trois mois, un directeur des ventes cherche un nouvel emploi. Dans le même temps où il se plie à des questionnaires réglés comme des machines infernales, il affronte sa fille «gauchisante» et sa femme, qui supporte mal la perte d’un cadre de vie sécurisant.»

## Liste des personnages
- Wallace, directeur du recrutement des cadres CIVA.
- Fage.
- Louise, sa femme.
- Nathalie, leur fille. «Ils sont en scène sans discontinuer»

Le texte fait aussi mention de plusieurs personnages qui n'interviennent pas dans la pièce directement, comme Monsieur Bergognan (l'ancien patron de Fage), le Docteur Wolff et Mulawa (l'amant de Nathalie). Il est aussi fait mention d'un fils de Fage et Louise qui serait décédé dans un accident de voiture.
Le début de la pièce se faisant in medias res, les diverses informations qu'il est possible de rassembler sur les personnages se trouvent disséminées dans le corps du texte.
- Fage

Principal protagoniste de la pièce, Fage est né le 14 juin 1927 à Madagascar d'un père médecin militaire à Tananarive. Il mesure 171 cm pour 67 kg. Son grand-père était instituteur ; il n'a pas de diplôme universitaire, mais pratique le yoga et collectionne les pipes.
- Wallace

Il n'est donné presque aucune information sur Wallace dans le texte, ce qui est en partie dû au fait qu'il mène l'entretien de Fage. Il est donc celui qui pose les questions. Il apparaît néanmoins qu'il est «directeur du recrutement des cadres CIVA» («Communauté Internationale de Vacances Animation»).
- Louise

Peu de choses dans le texte sur Louise. Elle est la mère de Nathalie et l'épouse de Fage. Elle est très inquiète quant à la situation sociale de son ménage après la perte d'emploi de son mari et trouve un emploi au milieu de la pièce.
- Nathalie

Nathalie, âgée de 16 ans, est la fille de Fage et Louise. Elle est qualifiée de «militante» et «gauchiste» par ses parents. Elle attendrait apparemment un enfant de Mulawa.

## Structure
La pièce est formée de «trente morceaux» distincts qui ne sont pas forcément interconnectés. Le protagoniste, Fage, existe dans plusieurs situations d'énonciation : il  participe à son entretien d'embauche et en parallèle s'inquiète avec sa femme pour l'avenir de sa fille, tout en discutant avec cette dernière. Dans son analyse du troisième morceau, Vinaver déclare à propos de ces «situations de départ»: 
«Ces [...] situations de départ – habituellement dans une pièce de théâtre il n'y en a qu'une – ne se relient pas sur un plan narratif. Dans le texte elles se succèdent , dans les faits on ne sait pas. Le lecteur-spectateur, comme dans une forêt, se trouve entouré d'une multiplicité de troncs; néanmoins ceux-ci pourraient être tous plantés dans le même sol, celui de la conscience d'un personnage (Fage).»
Bien que cette structure complexe puisse rendre la pièce difficile à lire, Yoland Simon remarque que les morceaux peuvent créer une «certaine unité» autour de la reprise de «thématiques semblables.»

## Fils narratifs

### Fils principaux
La pièce est axée autour de deux fils narratifs principaux qui vont parcourir l'intégralité du texte.
Le premier fil, qui donne son nom à la pièce, est celui de l'entretien d'embauche de Fage. Parcourant l'intégralité du texte, il est fortement intriqué dans les autres fils.
Le second fil est la grossesse de Nathalie. C'est autour de cet événement que s'articuleront les divers voyages de Fage et de sa fille ainsi que le conflit entre Louise et celle-ci.

### Fils secondaires
Les fils narratifs secondaires se multiplient tout au long du texte. Il est impossible de les cantonner à des morceaux précis mais ils restent identifiable grâce à leur récurrence. Les fils sont les suivants:
- le voyage de ski à Courchevel de Fage et Nathalie
- le voyage à Londres
- les pipes de Fage
- les allocations chômage
- les doutes de Louise
- le décès du fils de Fage et Louise
- les autres entretiens de Fage
- les annonces d'emploi ratées à cause de Nathalie
- les questionnements sociaux et le militantisme de Nathalie
- l'arrestation de Nathalie
- la naissance de Fage à Madagascar
- le nouvel emploi de Louise?

## Musicalité
La notion de musicalité dans l’œuvre de Vinaver est récurrente et La Demande d'emploi n'y fait pas exception. Dans un entretien mené par Jean-Pierre Sarrazac en 1976, Vinaver déclare avoir eu en tête Trente-trois variations sur un thème de Diabelli de Ludwig van Beethoven. L'auteur en dira un peu plus dans un «auto-interrogatoire»:
«Dans La Demande d'emploi, qui est ma pièce la plus "musicalisante", je fais la tentative de substituer à toute histoire le tissage de motifs tressés en contrepoint, le mouvement général étant celui d'une spirale au travers d'une structure "thème et variations".»
Anne Ubersfeld remarque à ce sujet que cette construction «thème et variations» se retrouve dans l'interrogatoire «répétitif» de Fage et Wallace. Ces répétitions seraient aussi «porteuses de sens» en laissant entendre que les autres entretiens de Fage se sont sûrement déroulés de manière similaire.

## Thématique de l'opposition
Dans le dossier de presse établit pour mise en scène de 1994 au Théâtre de la Tempête, Vinaver met en avant les oppositions qui règnent dans son texte au travers de «la quête d'appartenance (d'admission, d'acceptation, d'adhésion) et du malheur d'être rejeté, nié, exclu.» Cette opposition est reprise par Yoland Simon dans son ouvrage sur La Demande d'emploi ,en élargissant sa portée à d'autres éléments de la diégèse: 
«[Une notion très générale] est, le plus souvent, placée en opposition avec un autre terme. On y envisage en effet de perdre/retrouver un emploi, de perdre/reprendre l'habitude de fumer, de perdre/ranger le courrier, de perdre/retrouver un livre de maths, enfin, pour Nathalie, de perdre/garder l'enfant qu'elle attend.»

## Didascalies
Le texte ne contient aucune didascalie de mise en scène (à l'exception des didascalies d'attribution de parole). L'auteur donne toutefois dans son Analyse de fragment d'une pièce de théâtre les indications suivantes: 
«[Faire] que cela soit courant; chercher le rythme avant tout; le caractère éruptif du texte (au niveau moléculaire) doit faire l'objet d'une macération, afin qu'au bout du compte l'ordinaire prenne le pas sur l'expressivité.» 
On note aussi une didascalie temporelle qui clôture la pièce.

## Contexte de d'écriture et situation dans l’œuvre
Michel Vinaver écrit La Demande d'emploi après Par-dessus bord (7 heures de représentation) alors qu'il est encore PDG de Gillette. Il affirme qu'au départ il ne voulait pas se servir de son expérience dans le monde du travail comme inspiration pour ses écrits, ce qu'il a pourtant fait dans Par-dessus bord et ensuite dans La Demande d'emploi.
Dans ses Écrits sur le théâtre, Michel Vinaver confie qu'il a écrit La Demande d'emploi comme une «série d'exercices pour les comédiens.»